# 녹원의 천사
《녹원의 천사》(영어: National Velvet)는 1944년 개봉한 미국의 스포츠 영화이다. 클래런스 브라운이 감독을, 헬런 도이시가 각본을 맡았다. 에니드 배그놀드의 동명 소설이 영화의 원작이다. 1946 아카데미상 여우조연상·편집상 수상작이다. 2003년 미국 국립영화등기부에 등재되었다.

## 출연

### 주연
- 미키 루니
- 도널드 크리스프
- 엘리자베스 테일러
- 앤 리비어
- 앤절라 랜즈베리

### 조연
- 와니타 퀴글리
- 아서 트리처
- 레지널드 오언
- 노마 바든
- 테리 킬번
- 아서 실즈
- 오브리 매더
- 앨릭 크레이그
- 데니스 호이
- 제럴드 올리버 스미스
- 빌리 베밴
- 도널드 커티스
- 모나 프리먼
- 모이나 맥길
- 고든 리처즈

## 기타
- 미술: 세드릭 기븐스
- 미술: 유리 맥클리
- 의상: 아이린